# Loi réglementant les conditions d'exercice des activités relatives à certaines opérations portant sur les immeubles et les fonds de commerce
Ne pas confondre avec d'autres lois votées en 1970, voir : Loi de 1970.
Lire en ligne

Texte de la loi et décret d'application sur Légifrance

La loi n° 70-9 du 2 janvier 1970 réglementant les conditions d'exercice des activités relatives à certaines opérations portant sur les immeubles et les fonds de commerce, dite loi Hoguet du nom du député Michel Hoguet, régit l'activité immobilière en France.

## Champ d'application
Cette loi avec son décret d'application du 20 juillet 1972, fixant les conditions d'application de la loi n° 70-9 du 2 janvier 1970 réglementant les conditions d'exercice des activités relatives à certaines opérations portant sur les immeubles et fonds de commerce, fixe les conditions d'exercice des professions d'agents immobiliers, de mandataires en vente de fonds de commerce et d'administrateurs de biens (gérants d'immeubles et syndics de copropriété).
Elle a créé une carte professionnelle et fixé ses conditions d'attribution. Elle détermine les conditions personnelles d'accès à la profession et d'exercice, et les causes d'incapacités de l'exercice de ces professions - liste de condamnations notamment - des titulaires de la carte - les collaborateurs ne sont pas concernés - et la garantie financière des fonds détenus et assurance responsabilité professionnelle (RCP) obligatoires.
L'ordonnance no 2004-634 du 1er juillet 2004, prise en application de la loi du 2 juillet 2003 qui autorise le gouvernement à simplifier le droit par ordonnance, qui a apporté plusieurs modifications importantes.
- Agent immobilier
- Administrateur de biens
- Marchand de listes